# PZA Loara

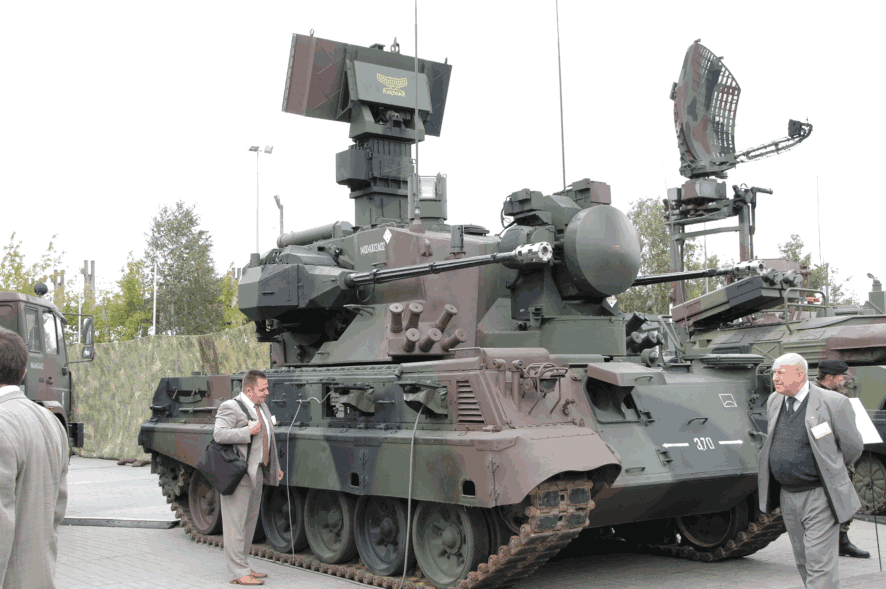
PZA Loara, загальний вигляд

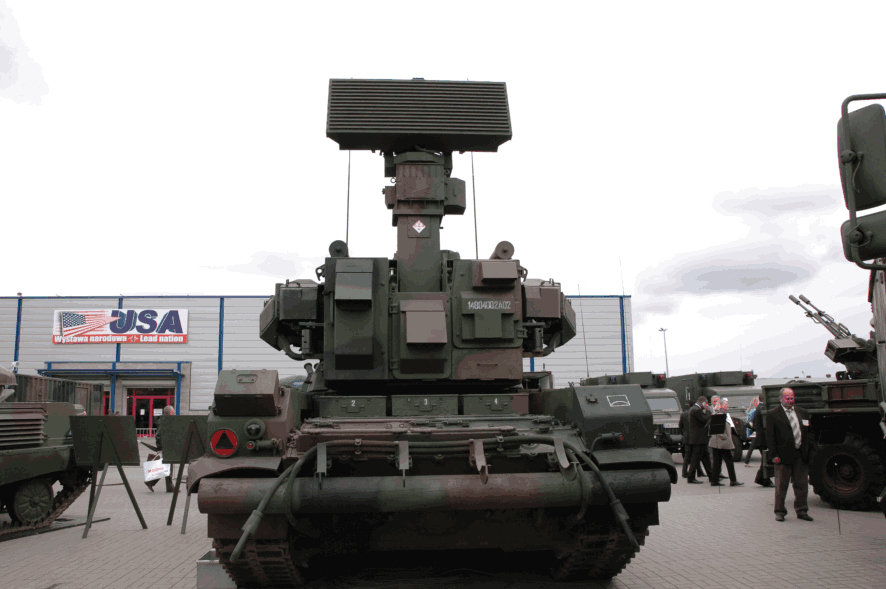
PZA Loara, вид із заду

PZA Loara (пол. Przeciwlotniczy Zestaw Artyleryjski) — польська броньована зенітна самохідна установка з радіолокаційним наведенням. Оригінальний прототип PZA Loara базувався на шасі радянського танка Т-72. Версія, знана як PZA Loara-A, базується на шасі PT-91 ОБТ.